# 市原稲荷神社
市原稲荷神社（いちばらいなりじんじゃ）は、愛知県刈谷市司町にある神社。
旧社格は郷社。地元では「市原さん」（いちばらさん）として親しまれている。2021年（令和3年）7月現在の宮司は小嶋今興（こじまいまおき）。

## 祭神
- 倉稲魂神（うがのみたまのかみ）[2][3][4] : スサノオの御子。百穀・食物の神。
- 保食神（うけもちのかみ）[2][3][4] : イザナギの御子。実結びの神。
- 大山祇神（おおやまづみのかみ）[2][3][4] : イザナギ・イザナミ二神の御子。山の神。

## 歴史
伝承によると、かつて海中から浮かび上がった御神体を白狐が咥えて陸に上がったため、村人たちが社を建てて稲荷大明神を祀ったという。『市原神社鎮座記』は、白雉4年（653年）に亀狭山（現在の亀城公園）に社殿を創立したのが市原稲荷神社の始まりであるとしている。
天文2年（1533年）に水野忠政が刈谷城を築城した際、水野忠政は市原稲荷神社を現在地に移転させ、宝剣や神馬を献納して祈願所とした。永禄3年（1560年）の桶狭間の戦いで今川義元が織田信長に討たれた際、敗走する今川方の鳴海城城代岡部長教は刈谷城を襲撃し、怒りに任せて市原稲荷神社の社殿も焼き払った。しかし社殿は永禄5年（1562年）に再建され、刈谷城の初代藩主である水野勝成以降、歴代刈谷藩主による寄進を受けた。万治元年（1658年）には稲垣重昭が重病に臥して一向に回復しなかったため、市原稲荷神社に対する不敬が原因と判断し、神域を拡張していっそう深く崇敬するようになった。稲垣重綱が刈谷城に移封された慶安4年（1651年）以後、稲垣氏の時代には市原稲荷神社、野田八幡宮、知立神社が「領内3社」とされている。
宝永5年（1708年）からは一年おきに春祭りの例祭が行われるようになり、最盛期には16台もの山車が出たとされる。寛政2年（1790年）に当地が福島藩領となっても崇敬は続き、福島藩主が三河国を訪れるとざわざわ市原稲荷神社と知立神社に参拝するのが慣例だった。1872年（明治5年）には郷社の社格に定められた。大正時代には石造の大鳥居や石造の狛犬一対が築かれた。鎮座1350年となる2003年（平成15年）には氏子から多額のみかじめ料を募り、社殿や社務所の新築などが行われた。

## 境内
刈谷城の南西に位置する。三河国と尾張国の境界を流れる境川・逢妻川の東岸に、やや南北に長い境内を持つ。名鉄三河線 刈谷市駅より徒歩で約15分、JR東海道本線 逢妻駅より徒歩で約20分。境内の北西部に本殿や拝殿があり、拝殿から南側に参道が伸びている。本殿や拝殿の東側に山神社・猿田彦社・内外宮社・春日社が南面して勃っており、その南東側に刈谷神社が建っている。林の中に丹生川社があり、弁天池に造られた堤上の参道の先に市杵島社が建っている。文政9年（1826年）に俳人の中島秋挙が亡くなって10年あまりしてから、秋挙の門人や友人たちが市原稲荷神社の鳥居前に高さ5mほどの句碑を建てた。毎年夏に万燈祭を開催する刈谷市銀座2丁目の秋葉神社は、市原稲荷神社の兼務社の一つである。

## 祭礼

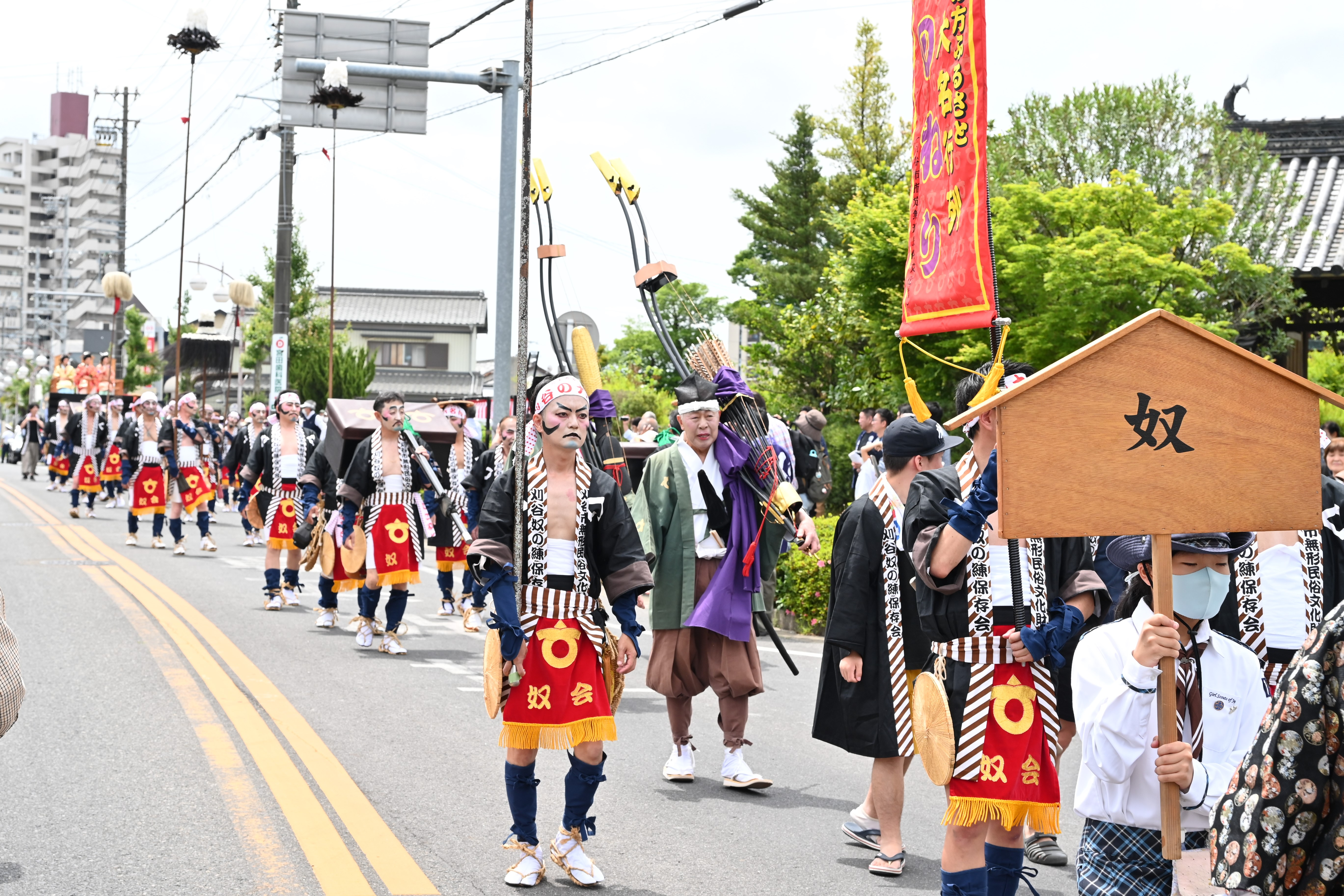
大名行列　奴のねり

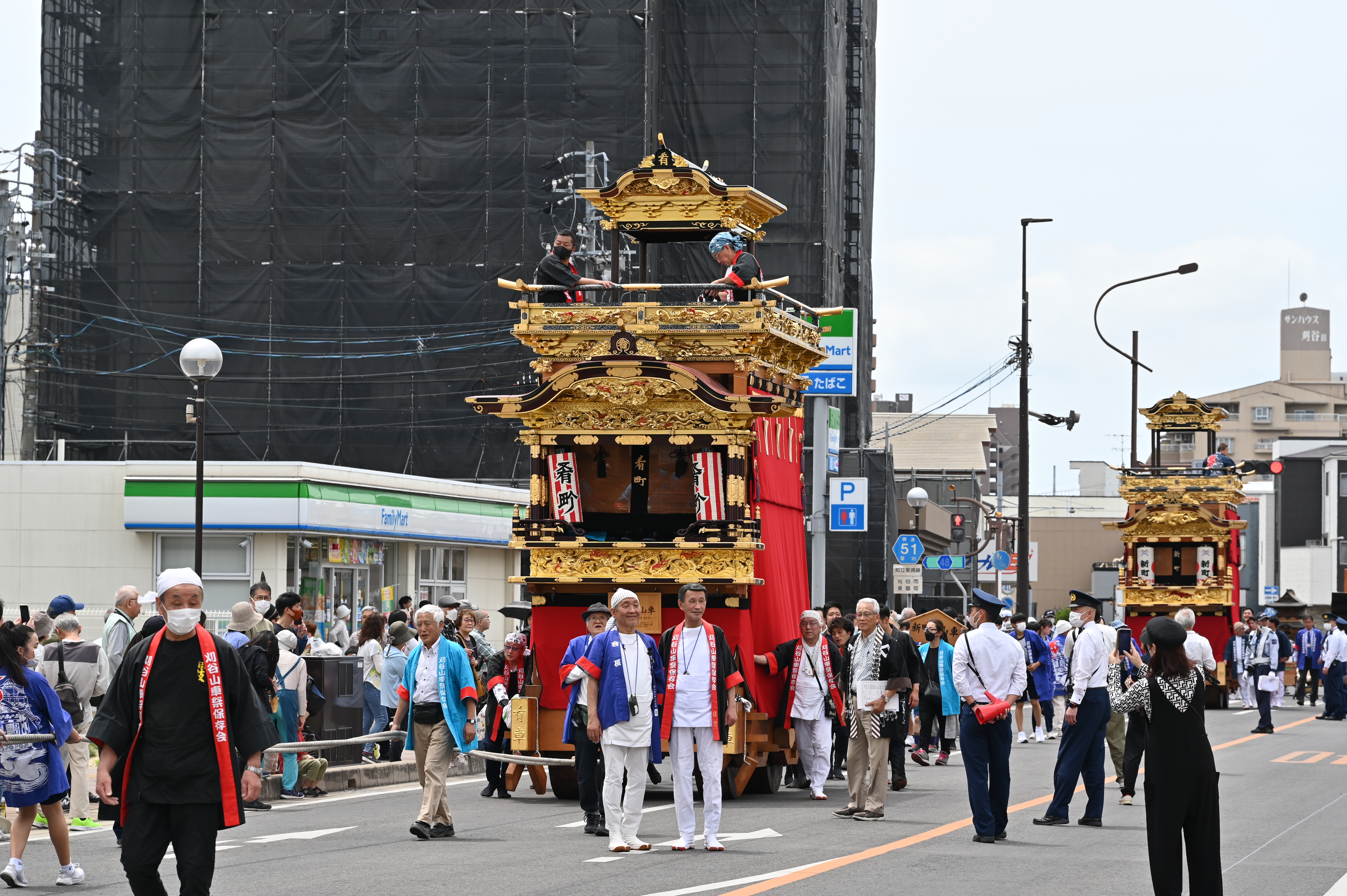
山車の巡行

神幸祭（神輿渡御祭）
神幸祭では大名行列が行われる。貞享4年（1687年）から大名行列には山車が参加するようになった。1965年（昭和40年）から山車の巡行は途絶えていたが、2002年（平成14年）には1台（肴町）が修復されて復活し、2009年（平成21年）にはもう1台（新町）の山車も加わった。肴町の山車、新町の山車は、小垣江の山車とともに刈谷市の有形民俗文化財に指定されている。大名行列の中では「奴の練り」が行われており、「奴の練り」は刈谷市の無形民俗文化財に指定されている。初代刈谷藩主の水野勝成が市原稲荷神社に奉納したとされる「獅子頭」は、通常時は刈谷市郷土資料館に飾られているものの、例祭時は市原稲荷神社の本殿に飾られる。この「獅子頭」は刈谷市の有形民俗文化財に指定されている。

## 摂社・末社

### 摂社
- 猿田彦神社[2][14] : 猿田彦大神を祀っている。
- 内外宮社[2][14] : 天照大神を祀っている。
- 春日社[2][14] : 春日皇大神を祀っている。

### 末社
- 市杵島社[2][14] : 祭神は市杵島姫命（いちきしまひめのみこと）。
- 丹生川社[2][14] : 祭神は闇龗神（くらおかみのかみ）・高龗神（たかおかみのかみ）・罔象女神（みずはのめのかみ）。
- 山神社[2][14] : 祭神は大山祇命（おおやまづみのみこと）・木花開耶姫命（このはなさくやひめのみこと）。
- 刈谷神社[2][14] : 祭神は土井家歴代藩主・地元自治功労者・天誅組の松本奎堂&宍戸弥四郎・日清戦争&日露戦争以降の戦没者。

## 文化財
- 祭礼の山車囃子　刈谷市指定無形民俗文化財
- 中島秋挙句碑　刈谷市指定史跡

## 現地情報

### 所在地
- 愛知県刈谷市司町8丁目52番地

### 交通アクセス
- 名鉄三河線 刈谷市駅から徒歩で約15分[15]。
- JR東海道本線 逢妻駅から徒歩で約20分[15]。